# Cyrtochilum tricostatum
Cyrtochilum tricostatum är en orkidéart som beskrevs av Friedrich Fritz Wilhelm Ludwig Kraenzlin. Cyrtochilum tricostatum ingår i släktet Cyrtochilum, och familjen orkidéer. Inga underarter finns listade i Catalogue of Life.